# Florin Bogdan
Florin Bogdan (n. 8 aprilie 1928 - d. 2012) a fost un senator român în legislatura 1996-2000 ales în județul Dolj pe listele PNȚCD. În septembrie 2000, Florin Bogdan a devenit senator independent. În cadrul activității sale parlamentare, Florin Bogdan a fost membru în grupurile parlamentare de prietenie cu UNESCO, Regatul Belgiei, Cuba și Republica Federativă a Braziliei. Florin Bogdan a fost medic și profesor universitar la Universitatea Craiova.